# Лобанок, Анатолий Георгиевич
Анатолий Георгиевич Лобанок (род. 18 июня 1938, Минск) — советский микробиолог. Академик Национальной академии наук Беларуси (1991; чл.-кор. с 1984), доктор биологических наук (1978), профессор (1983). Заслуженный деятель науки Республики Беларусь (1998).

## Биография
Окончил Минский медицинский институт (1961).
С 1967 г. младший научный сотрудник, заведующий лабораторией Отдела микробиологии АН БССР, в 1973-1975 гг. заведующий Отделом микробиологии АН БССР.
В 1975-2004 гг. директор Института микробиологии НАН Беларуси.
В 1997-2002 гг. академик-секретарь Отделения биологических наук НАН Беларуси.
Основные работы связаны с исследованием биогенеза внеклеточных микробных ферментов, физиологии и биохимии микробного антагонизма, деградации ксенобиотиков.
Им объяснен механизм регуляции образования микробных диполимераз при отсутствии в среде специфического индуктора. Изучены полиферментные системы микроорганизмов с молекулярно-функциональной гетерогенностью и синергетическим эффектом действия.
Разработаны биотехнологии получения ферментных препаратов для промышленности, сельского хозяйства и медицины.
Инициировал развитие перспективных для республики научных направлений в области микробных биотехнологий, в том числе создания биологических средств защиты растений, экологии микроорганизмов и охраны окружающей среды, а также создание Белорусской коллекции непатогенных микроорганизмов со статусом международного депозитария.

## Основные работы
- Микробный синтез на основе целлюлозы: белок и другие ценные продукты. Мн.: Наука и техника, 1988 (совм. с. В. Г. Бабицкой, Же. Н. Боглановской).
- Selection of a mutant strain of Lipomyces kononenkoae with dextranase synthesis resistant to catabolite repression // World J. Microbiol. Biotechnol. 1993.
- Utilization of halogenated benzoats, phenols and benzoates by Rhodococcus rhodochorus strain GM 14 // Appl. and Enviromental Microbiology. 1995.
- Screening of Glucose isomerase-producing microorganisms // World J. Microbiol. Biotechnol. 1998.
- Effect of Aromatic compounds on Cellular Fatty Acid composition of Rodococcus opacus // Appl. and Enviromental Microbiol. 1999.
- Rhizospheral strain Bacillus subtilis 12A and its effect on pathogenic agents of vegetable crops// Bull. Polish Academy of Sciences. Ser. Biol. 2002.
- Interaction between soil Microorganisms: убивая бактерии, Actinomycetes and Entomopathogenic Fungi of the genera Beauveria and Paecilomyces // Russian J. оf Ecology. 2003